# چاد مولانه
چاد مولانه (انگلیسی: Chad Mullane؛ زادهٔ ۲۸ نوامبر ۱۹۷۹) کمدین، بازیگر، نویسنده، تهیه‌کننده، ترجمه، فرهنگستان، اهل استرالیا است.